# AFC Săgeata Năvodari
Der AFC Săgeata Năvodari war ein rumänischer Fußballverein aus der Stadt Năvodari, Kreis Constanța.

## Geschichte
Der 1960 in Stejaru gegründete Verein spielte lange Zeit in unteren Klassen.  Am Ende der Saison 2007/2008 wurde der Aufstieg in Liga III geschafft. In der ersten Saison in dieser Liga wurde in der Seria 2 ein bemerkenswerter 5. Platz erreicht. 
Im Juli 2009 wurde vom Bürgermeister von Buftea bekannt gegeben, dass CS Buftea seine Zweitligalizenz für 500.000 Euro an Săgeata Stejaru verkauft habe. Săgeata trat daraufhin in der II. Liga an. 2010 wurde dann der Sitz von Stejaru nach Năvodari verlegt. In der ersten Saison in Liga II wurde bereits der sechste Platz belegt. 2010/11 kämpfte man mit Ceahlăul Piatra Neamț und Concordia Chiajna um einen Aufstiegsplatz, verfehlte ihn aber knapp. 2012 wurde das Ziel Liga I in den letzten Spielen erneut knapp verfehlt. Ein Jahr später gelang als Zweiter der Aufstieg in die Liga 1, wo der Verein in der Saison 2013/14 spielte. Nach zwei Abstiegen in Folge löste sich Săgeata Năvodari 2015 auf.

## Ehemalige Trainer
- Constantin Gache (Sommer 2011 bis April 2012, Januar 2013 bis April 2013)
- Constantin Funda (April 2012)
- Aurel Șunda (April 2012 bis Januar 2013)
- Mihai Guliu (April 2013 bis Juni 2013)
- Tibor Selymes (Juni 2013 bis Dezember 2013)
- Gheorghe Butoiu (Dezember 2013)
- Cătălin Anghel (seit Dezember 2013)